# Wayne Smith (musicien)
Pour les articles homonymes, voir Wayne Smith et Smith.
Wayne Smith, né le 5 décembre 1965 dans le quartier de Waterhouse à Kingston, et mort le 17 février 2014 à l'hôpital public de Kingston, est un chanteur de reggae jamaïcain.
Il est principalement connu pour son titre Under Me Sleng Teng, premier succès digital de l'histoire du reggae en 1985.

## Biographie
À la fin des années 80, Wayne Smith quitte la Jamaïque pour New York afin d'y installer son studio d'enregistrement et label, Sleng Teng Records.
Il n'a jamais cessé son activité musicale, travaillant sur des singles avec des labels européen, américain et jamaïcain tels Heartical Sound et Evidence Music.
En 2011, Wayne Smith réalise sa première tournée européenne avec le Little Lion Sound.
Installé en Jamaïque, Wayne Smith travaillait sur la sortie de son nouvel album.

## Discographie
- 1982 - Youthman Skanking (Black Joy #DHLP2005)
- 1985 - Super Smoker (Chartbound)
- 1986 - Sleng Teng (Greensleeves GREL 91 LP)
- 1986 - Wayne Smith & Patrick Andy - Showdown Vol. 7 (Hitbound) - enregistré en 1984
- 1991 - Wayne Smith & Prince Jammy - Sleng Teng + Computerised Dub (Greensleeves GREL 513 CD)
- 19XX - Wicked Inna Dancehall (Rohit) - enregistré en 1985
- 2013 - Dancing Machine Riddim (Evidence Music - 002)
- 2014 - Indian Casino Riddim (Evidence Music)